# Pafiakos Pafos
Pafiakos Pafos (nowogr. Παφιακός Σύλλογος Αθλοπαιδιών translit. Pafiakós Sýllogos Athlopaidiṓn) (CEV: Pafiakos PAFOS) – cypryjski klub siatkarski z siedzibą w mieście Pafos. Założony w 1979 roku. Obecnie gra w najwyższym poziomie rozgrywek klubowych na Cyprze w Protathlima OPAP A΄.
Jest jedną z sekcji klubu sportowego Pafiakos Pafos.

## Historia
Męska sekcja siatkarska powstała w 1979 roku. 23 lutego 1980 roku została włączona do Cypryjskiej Federacji Siatkówki. W II lidze cypryjskiej wystartowała w sezonie 1979/80 i od razu zdobyła mistrzostwo oraz wywalczyła awans do A'Kategorias. Po sezonie 1981/82 spadła do II ligi, by w kolejnym sezonie ponownie zdobyć mistrzostwo II ligi i wrócić do I ligi.
Pierwsze Mistrzostwo Cypru Pafiakos wywalczył w sezonie 1991/92. W sezonie 1996/97 klub wywalczył pierwszy Puchar Cypru. Sezon 2003/04 przyniósł podwójny triumf - Mistrzostwo i Puchar. Pafiakos wielokrotnie występował w europejskich pucharach, bez większych sukcesów.

## Sukcesy
Mistrzostwa Cypru:
- 1. miejsce (5x): 1992, 2004, 2006, 2018, 2025[6]
- 2. miejsce (15x): 1993, 1995, 1996, 1999, 2000, 2002, 2003, 2007, 2009, 2016, 2017, 2019, 2021, 2022[7], 2024[8]
- 3. miejsce (5x): 1994, 1998, 2001, 2008, 2023[9]

 Puchar Cypru:
- 1. miejsce (5x): 1997, 2004, 2008, 2017, 2025[10]

 Superpuchar Cypru:
- 1. miejsce (3x): 1997, 2006, 2008

## Bilans sezon po sezonie
| Sezon     | Rozgrywki ligowe | Puchar Cypru | Puchary europejskie                                                         |
| Sezon     | Miejsce          | Puchar Cypru | Puchary europejskie                                                         |
| --------- | ---------------- | ------------ | --------------------------------------------------------------------------- |
| 1991/1992 | 1. miejsce       | 2. miejsce   | Puchar CEV – faza główna                                                    |
| 1992/1993 | 2. miejsce       | półfinał     | Puchar Europy Mistrzów Klubowych – 1. runda                                 |
| 1993/1994 | 3. miejsce       | półfinał     | Puchar CEV – III runda                                                      |
| 1994/1995 | 2. miejsce       | półfinał     | Puchar CEV – II runda                                                       |
| 1995/1996 | 2. miejsce       | 4. miejsce   |                                                                             |
| 1996/1997 |                  | 1. miejsce   |                                                                             |
| 1997/1998 | 3. miejsce       | ćwierćfinał  | Puchar Europy Zdobywców Pucharów – 1. runda Puchar CEV – faza główna        |
| 1998/1999 | 2. miejsce       | 2. miejsce   |                                                                             |
| 1999/2000 | 2. miejsce       | 2. miejsce   |                                                                             |
| 2000/2001 | 3. miejsce       | ćwierćfinał  | Puchar Top Teams – faza kwalifikacyjna Puchar CEV – II runda kwalifikacyjna |
| 2001/2002 | 2. miejsce       | półfinał     | Puchar CEV – faza kwalifikacyjna                                            |
| 2002/2003 | 2. miejsce       | półfinał     | Puchar CEV – faza kwalifikacyjna                                            |
| 2003/2004 | 1. miejsce       | 1. miejsce   | Puchar CEV – faza główna                                                    |
| 2004/2005 | 4. miejsce       | półfinał     | Puchar Top Teams – faza kwalifikacyjna                                      |
| 2005/2006 | 1. miejsce       | półfinał     |                                                                             |

| 2006/2007 | 2. miejsce | 2. miejsce  | Puchar Top Teams – faza kwalifikacyjna |
| 2007/2008 | 3. miejsce | 1. miejsce  | Puchar Challenge – III runda           |
| 2008/2009 | 2. miejsce | ćwierćfinał | Puchar Challenge – I runda             |
| 2009/2010 | 5. miejsce | 1. runda    | Puchar Challenge – II runda            |
| 2010/2011 | 5. miejsce | półfinał    |                                        |
| 2011/2012 | 4. miejsce | półfinał    |                                        |
| 2012/2013 | 7. miejsce | ćwierćfinał |                                        |
| 2013/2014 | 6. miejsce | ćwierćfinał |                                        |
| 2014/2015 | 4. miejsce | ćwierćfinał |                                        |
| 2015/2016 | 2. miejsce | ćwierćfinał |                                        |
| 2016/2017 | 2. miejsce | 1. miejsce  | Puchar Challenge – 1/16 finału         |
| 2017/2018 | 1. miejsce | półfinał    | Puchar Challenge – 1/16 finału         |
| 2018/2019 | 2. miejsce | 2. miejsce  | Puchar Challenge – kwalifikacje        |
| 2019/2020 | –          | –           |                                        |
| 2020/2021 | 2. miejsce | półfinał    |                                        |
| 2021/2022 | 2. miejsce | ćwierćfinał |                                        |
| 2022/2023 | 3. miejsce | półfinał    |                                        |
| 2023/2024 | 2. miejsce | finał       |                                        |
| 2024/2025 | 1. miejsce | 1. miejsce  | Puchar CEV – runda play-off            |

Poziom rozgrywek:
     pierwszy, najwyższy ogólnokrajowy
     drugi
     trzeci
     czwarty
     piąty